# Solidarité sida
 (août 2016).
Solidarité sida est une association loi de 1901 créée en 1992 par Luc Barruet et Éric Elzière dans le but de lutter contre le sida. Elle sensibilise la jeunesse contre ce virus en organisant diverses manifestations culturelles dont le festival Solidays (créé en 1999), La Nuit du zapping (1996), La Nuit de l'humour (2001), ou la manifestation On s'en fout pas (2006).

## Historique

### Fondation de l'association et débuts
En 1992, Luc Barruet et Éric Elzière, qui sont alors étudiants, décident de créer Solidarité sida, une association contre le VIH qui refuse la fatalité et qui se mobilise pour venir en aide aux victimes de l’épidémie. Ils sont rejoints par Agathe Bousquet, qui fera partie des premiers salariés. L'objectif est de récolter, grâce à l'organisation de divers événements, 10 millions de francs pour la lutte contre le sida. Luc Barruet devient président bénévole de l'association.
En 1993, Antoine de Caunes devient président d’honneur de Solidarité sida. 28 000 T-shirts avec l’inscription « merci » sont dédicacés par des artistes et vendus au profit de Solidarité sida.
En 1994, la vente de Rubans rouges commence. Lors des concerts de Jean-Jacques Goldman au Zénith de Paris, 1 million de francs sont récoltés par ce biais[réf. nécessaire]. Par ailleurs, c'est également l'année du 1er événement : des personnalités mettent aux enchères certains de leurs objets personnels afin de lever des fonds : 1,3 million de francs sont ainsi collectés pour la recherche et l'aide aux malades.

### Années 1995-2000
En 1995, un 2e événement est créé à l'initiative de l'artiste plasticien Klaus Guingand, qui donne 100 de ses œuvres "Ombres" de personnalités qui ont posé pour lui depuis 1987. Cette vente aux enchères est parrainée par Carla Bruni et Peter Gabriel, et elle rapporte plus de 1 million de francs. Cette même année, Magic Johnson remet à Solidarité sida un chèque de 100 000 francs. 
La Nuit du zapping est lancée en 1996, avec une première tournée passant dans 21 villes en France. 27 000 spectateurs assistent au spectacle et 3 millions de francs sont récoltés. Une soirée « Comiques Solidaires » est organisée à l'Olympia avec Muriel Robin, Élie Kakou, les Vamps, Élie Semoun, etc.
En 1997 est financé le premier projet d'aide aux malades en Afrique, alors que la 2e tournée de la Nuit du zapping réunit 46 000 spectateurs pour un résultat net de 4,2 millions de francs.
Pour la Techno Parade de 1998, le char de Solidarité sida ouvre le défilé, distribuant le long du parcours 100 000 préservatifs. 
En 1999, la 1re mission de terrain de Solidarité sida en Afrique (au Sénégal) a lieu ; c'est aussi la 1re édition du festival Solidays à l'hippodrome de Longchamp, qui regroupe 52 000 festivaliers.
En 2000, Solidarité sida obtient les agréments nationaux des ministères de la Jeunesse et des Sports et de l’Éducation nationale. L’action de prévention auprès des jeunes s’intensifie. Par ailleurs, l’album Solidays et le single Qui sait ? (auquel participent Anggun, Patrick Bruel, Stephan Eicher, Faudel, Peter Gabriel, Lââm, Lokua Kanza, Youssou N'Dour, Nourith, Axelle Red et Zucchero) se vendent à 140 000 exemplaires.

### Depuis 2001
Solidarité sida mobilise en 2001 son réseau à travers le monde et 50 000 personnes deviennent signataires de la pétition « Des médicaments pour tous ». C'est en 2001 également qu'est lancée la première tournée nationale de la Nuit de l’Humour.
À partir de 2002, Solidarité sida répartit désormais de manière égale ses financements aux projets en France et à l'international (50/50). La vente de 100 000 DVD de la Nuit de l'Humour rapporte plus d’1 million d’euros. Solidarité sida rejoint l’Unals et Actions Traitements sur le programme « Solidarité Traitements » au Burkina Faso et aux Philippines.
Le festival Solidays grandit en 2004, c'est désormais sur trois jours que se tient l'événement qui affiche complet pour la première année, avec 135 000 jeunes spectateurs. Le dernier jour, 50 000 personnes, dans un silence complet et sous une pluie battante, s’allongent dans la boue pour témoigner de leur solidarité aux malades des pays en développement.
À l’occasion du G8 en Écosse (en 2005), Solidarité sida demande au gouvernement français de doubler sa contribution pour la lutte contre le sida dans les pays pauvres, et lance en 2006 la campagne « On s’en fout pas », pour, à un an des élections présidentielles, pousser les candidats à prendre parti sur les inégalités d'accès au traitement entre les pays du Nord et du Sud. La parade « On s’en fout pas » réunit le 21 mai 500 000 personnes dans les rues de Paris. La Nuit du zapping revient à Bercy devant 10 000 spectateurs.
En 2007 est lancé à l'Olympia le Fonds Solidarité Sida Afrique, un nouveau programme de collecte de dons, avec le soutien de nombreux artistes et collectivités locales. C'est aussi les 15 ans de Solidarité sida, qui a récolté près de 25 millions d’euros, consacrés à des actions de sensibilisation, de prévention et d’aide aux malades en France et à l'étranger.
En 2008, Solidays fête ses 10 ans avec 160 000 spectateurs, son record de fréquentation, permettant la meilleure récolte de fonds depuis la création de l’association. Le soutien aux associations locales s'intensifie en France, en Asie et en Amérique du Sud.
La 6e tournée nationale de la Nuit du zapping est lancée au Palais omnisports de Paris-Bercy en 2009 à l’occasion des 20 ans du zapping de Canal+.

## Missions de l'association
Solidarité sida organise ses missions autour de trois axes :
- aider ;
- prévenir[2] ;
- défendre.

## Les événements

### La Nuit du zapping
La Nuit du zapping est le premier grand événement grand public organisé par l'association. De 1996 à 2006, ce spectacle a parcouru plus d'une centaine de villes françaises chaque année. Basé sur l'émission télévisée le Zapping, il consistait en la diffusion devant un public d'un condensé des meilleurs moments de télévision, entrecoupé de documentaires consacrés au sida.

### La Nuit de l'humour
Petite sœur de la Nuit du Zapping, elle part en tournée en 2001 à travers la France. Elle se fonde sur le meilleur de l'humour estampillé Canal+ (Deschiens, de Caunes et Garcia, Poelvoorde, Jamel, les Guignols, les Nuls...).
Deux tournées ont eu lieu, la première en 2001 et la dernière en 2003. À cette occasion, elle donne naissance en 2003 à un DVD vendu à plus de 100 000 exemplaires.

### FestivalSolidays
Le festival Solidays constitue l'évènement phare de l'association. Premier week-end de juillet de son lancement en 1999 jusqu'en 2008, il se déroule désormais le dernier week-end de juin. Cet événement, de 3 jours maintenant, organisé sur les pelouses de l'Hippodrome de Longchamp est un important festival de musique français. Des stars de la musique s'y produisent et c'est le plus important festival de musique de Paris en termes de fréquentation. Sur l'ensemble du festival, on peut compter en moyenne 150 000 festivaliers, depuis le passage à une formule sur 3 jours. Son record d'affluence a été établi en 2019, avec 228 000 festivaliers. Le faible prix d'entrée, le camping organisé et les 200 artistes de tous environs qui se succèdent sur 4 scènes ont largement contribué au succès du festival[réf. nécessaire].

#### Un festival militant
Depuis son lancement, le festival met aussi l'accent sur le caractère militant de l'évènement. Une large partie de l’hippodrome est toujours consacrée aux villages associatifs (une centaine d’associations françaises et une trentaine de délégations étrangères). On compte ainsi un large panel d’associations africaines et françaises qui s’occupent principalement de l’aide aux malades. On y retrouve aussi beaucoup de stands destinés au public jeune du festival, la Mairie de Paris avec prévention tabac, VIH et drogues ou encore la gendarmerie pour la prévention routière.
Enfin l’association profite de ce festival pour organiser des forums/débats sur le thème touchant au virus du sida (situation de la prévention en France, rencontre avec des membres de l’association…).
Solidays est à chaque fois l'occasion pour Solidarité sida de mener une campagne de sensibilisation aux risques du sida auprès d'un public jeune à travers des expositions et des animations, ainsi que de donner la parole à différents acteurs associatifs qui bénéficient ainsi de l'accès à une large audience, notamment avant les concerts.

### La parade:On s'en fout pas
Organisée le 21 mai 2006, la grande parade de Solidarité sida marqua le lancement de sa campagne On s’en fout pas pour éviter qu’on oublie, 20 ans après sa découverte, les ravages du sida en Afrique. Parti de la Place de la Bastille, un convoi de 10 scènes mobiles traversa Paris sur quatre kilomètres en direction des Invalides. Comme toujours de nombreux artistes répondirent présent au rendez-vous. On a pu ainsi retrouver Tiken Jah Fakoly, Cali, Bob Sinclar ou encore le Saïan Supa Crew sous la pluie battante de Paris. Malgré ces piètres conditions climatiques, le succès fut au rendez-vous. Les organisateurs ont revendiqué 500 000 spectateurs (contre seulement 80 000 pour la police). L’écho médiatique fut également au rendez-vous[réf. nécessaire].

## Levée de fonds
Afin de réduire les coûts de fonctionnement du festival Solidays au maximum, l’association bénéficie de l'appui :
- de quelque 800 bénévoles assurant l’organisation et la sécurité du festival ;
- de « protis » (« professionnels gratis », autrement dit « gratuits »), intermittents du spectacle apportant, en plus de leur temps, leurs connaissances techniques[2] ;
- de nombreux partenaires institutionnels et commerciaux

Par ailleurs, les artistes acceptent de diminuer leur cachet (des frais de défraiement leur sont accordés afin de couvrir leurs frais de tournée).
La levée de fonds est destinée à financer l'aide aux malades et aux orphelins du sida ainsi que des actions de prévention. En 2016, c'est ainsi près de 2,2 millions d'euros qui ont été récoltés. Sur l'argent récolté, 50 % va aux associations françaises et 50 % aux associations étrangères locales. Solidarité sida visite régulièrement sur place ses partenaires locaux afin de s'assurer du sérieux de leur action.

### Le Fonds Solidarité sida Afrique
Le 6 février 2007, Solidarité sida lance pour la première fois un appel aux dons. Cet appel, parrainé par Yannick Noah et Vanessa Paradis, est marqué par un dîner et un concert pour les contributeurs du fonds. Ceux-ci ont pu ainsi voir sur scène les deux parrains de l’opération, accompagnés de nombreuses autres artistes bénévoles comme Jean-Louis Aubert, Cali, M ou encore Nicola Sirkis. L’association espère récolter 1 million d’euros en 2007 pour abonder son projet de soutien aux partenaires locaux en Afrique.

### La vente derubans rouges
La vente de rubans rouges est organisée tout au long de l’année à l’entrée des salles de spectacles de Paris, Lyon et Nantes. L’association y envoie régulièrement des équipes de bénévoles chargés de donner des rubans rouges en échange d’une contribution libre de chacun. Cette action fait partie des rentrées d’argent non négligeables de l’association.

## Les parrains
- Antoine de Caunes, Président d'honneur
- MC Solaar
- Guillaume Canet
- Emma de Caunes
- Marina Foïs
- Virginie Guilhaume
- Gérard Lanvin
- Yannick Noah
- Vanessa Paradis
- Valérie Payet
- Sébastien Folin
- Élie Semoun
- Maïtena Biraben
- Claudia Tagbo